# František Bohumil Doubek
František Bohumil Doubek (20. března 1865 České Budějovice – 26. října 1952 Nový Jičín) byl český malíř a ilustrátor.

## Život
František B. Doubek se narodil v Českých Budějovicích jako syn ševce Františka Doubka, rodáka z Ledče nad Sázavou a jeho manželky Kateřiny, rozené Kohoutové, dcery kováře z Hoslovic u Volyně. Vychodil pět tříd základní školy a dál pokračoval v německé chlapecké škole. V patnácti letech odešel do Prahy, kde navštěvoval v letech 1879-1880 kreslířskou školu Regniérovu. Od roku 1880 se nechal zapsat na Akademii, kde se stal žákem tehdejšího rektora Antonína Lhoty. Dále pokračoval pod vedením Františka Sequense. Dalším Doubkovým profesorem byl malíř František Čermák. Roku 1885 opustil pražskou Akademii a odešel do Mnichova. V Mnichově začal studovat v malířské třídě Otto Seitze a kompozici u Liezen-Mayera. V Mnichově se Doubek oženil s Marií Barregovou.
V letech 1914–1918 Doubek narukoval do rakousko-uherského vojska. Po skončení první světové války pobýval Doubek ještě asi pět let v Bavorsku. Roku 1924 se vrátil do Českých Budějovic kde pokračoval v díle. 

## Dílo
Vytvořil portrét starosty Českých Budějovic Otakara Svobody a továrníka Augusta Zátky. Pro děkanský chrám sv. Mikuláše vytvořil hlavní oltář a křížovou cestu. Roku 1933 přesídlil do Prahy, kde vystavoval svá díla a rovněž vytvořil mnoho ilustrací. Portrétoval T. G. Masaryka. Byl členem Jednoty umělců výtvarných a v letech 1898–1900 Spolku výtvarných umělců Mánes. V roce 1949 se s přibývajícími zdravotními problémy dostal do sociálního ústavu boromejek v Novém Jičíně, kde nakonec i roku 1952 umřel. Je pohřben na místním hřbitově.

Ukázky z tvorby I
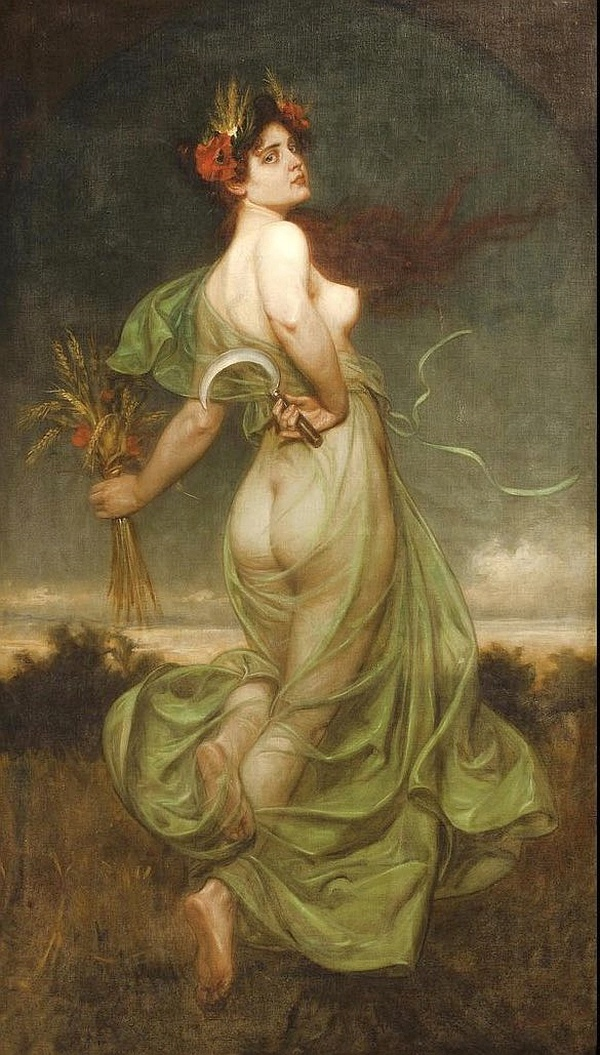
Alegorie léta
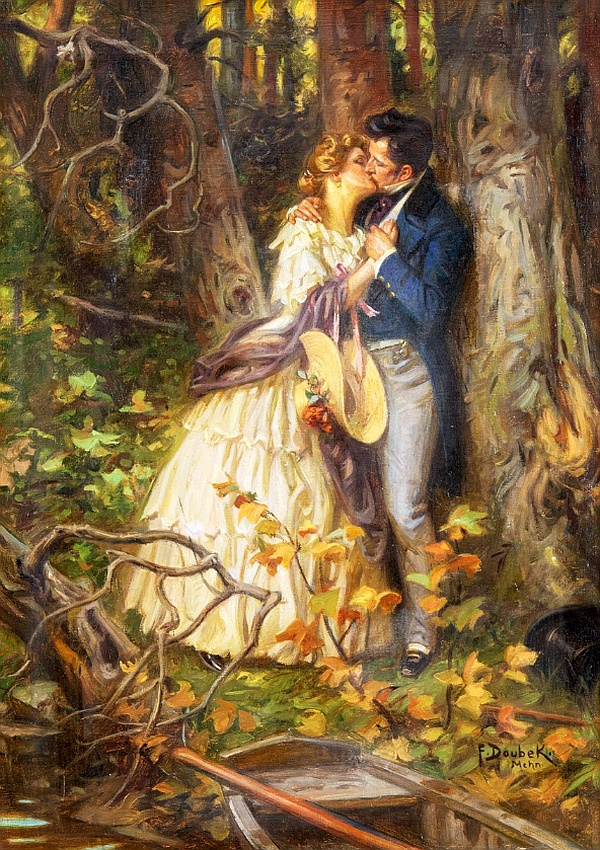
Bylo to v máji
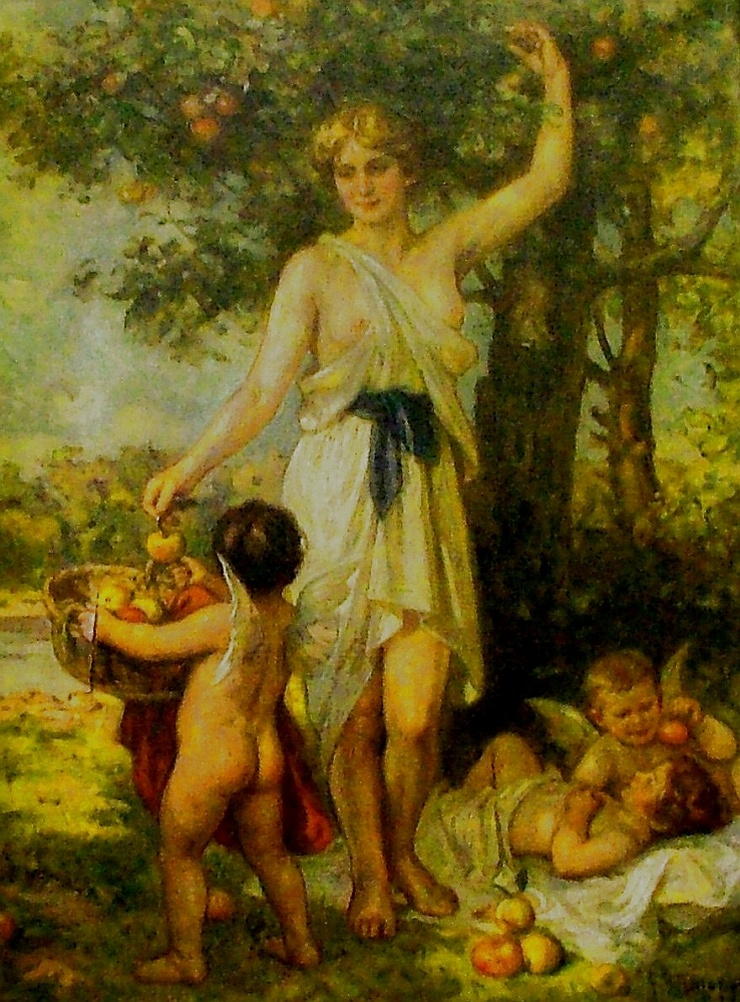
Česání jablek
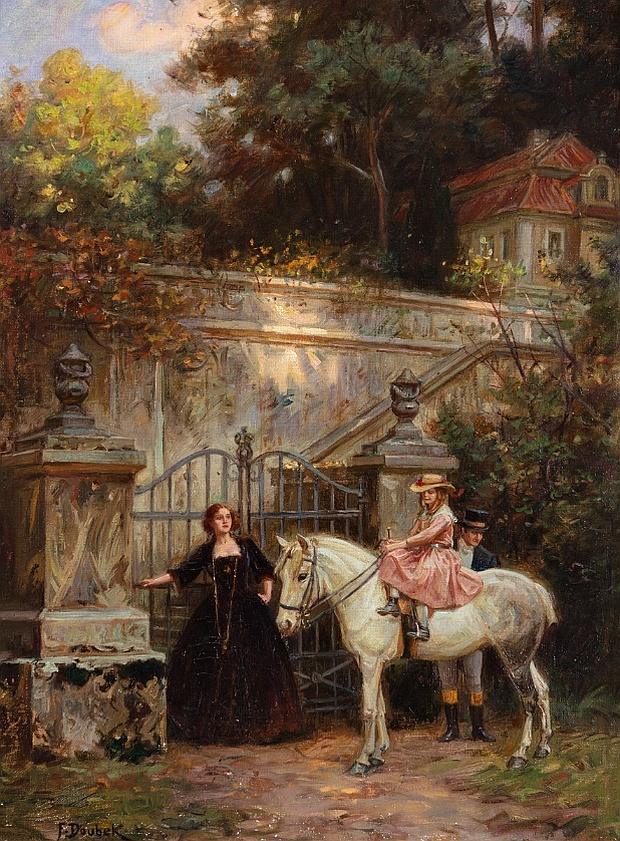
Návrat z vyjížďky

Ukázky z tvorby II (portréty)
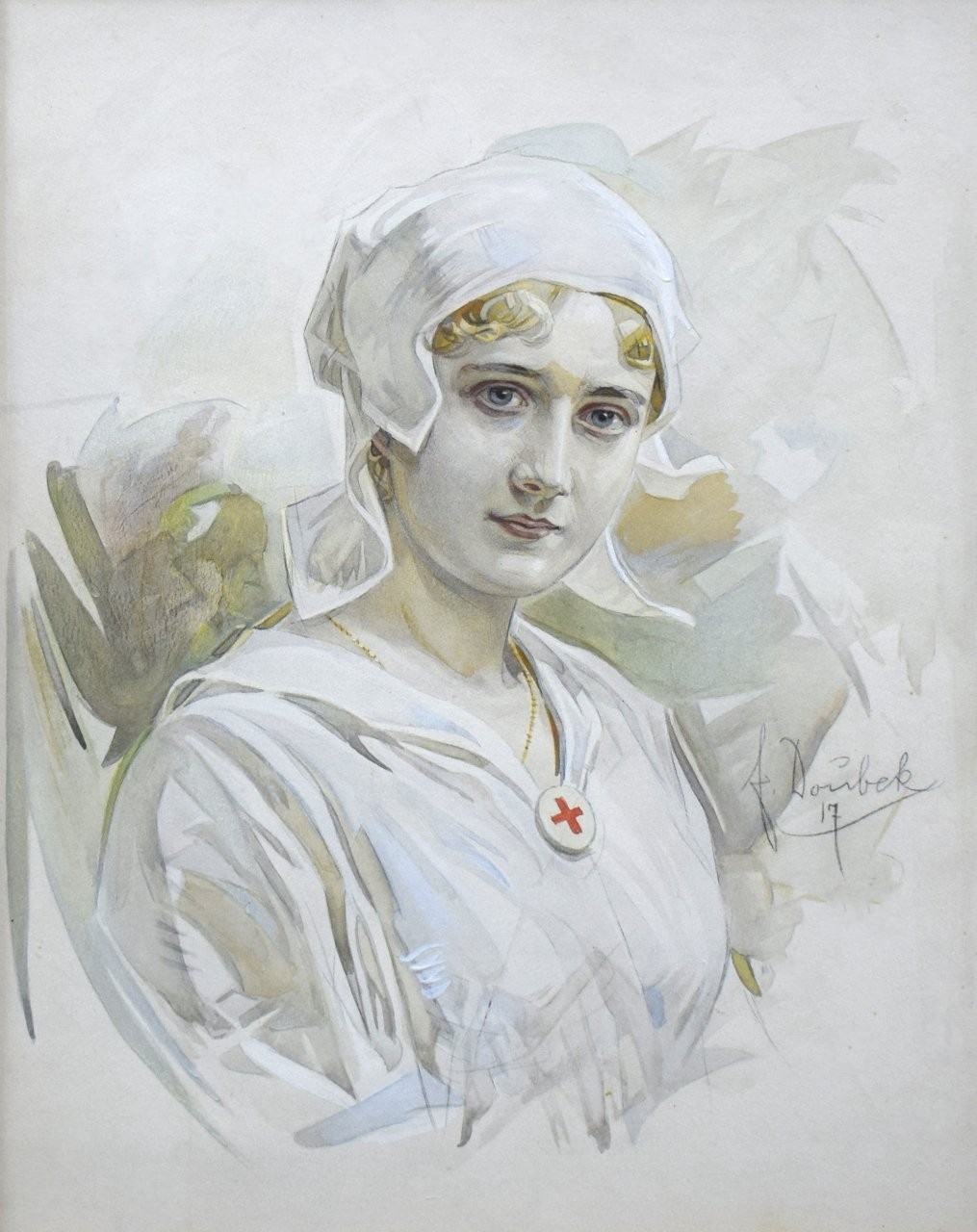
Červený kříž
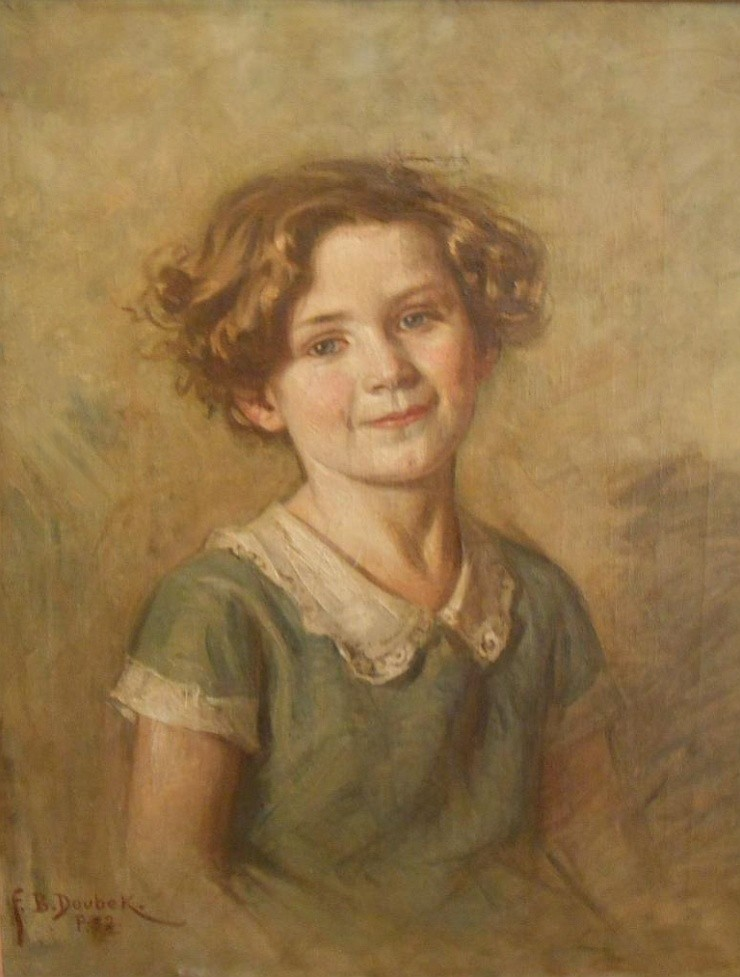
Dívčí portrét
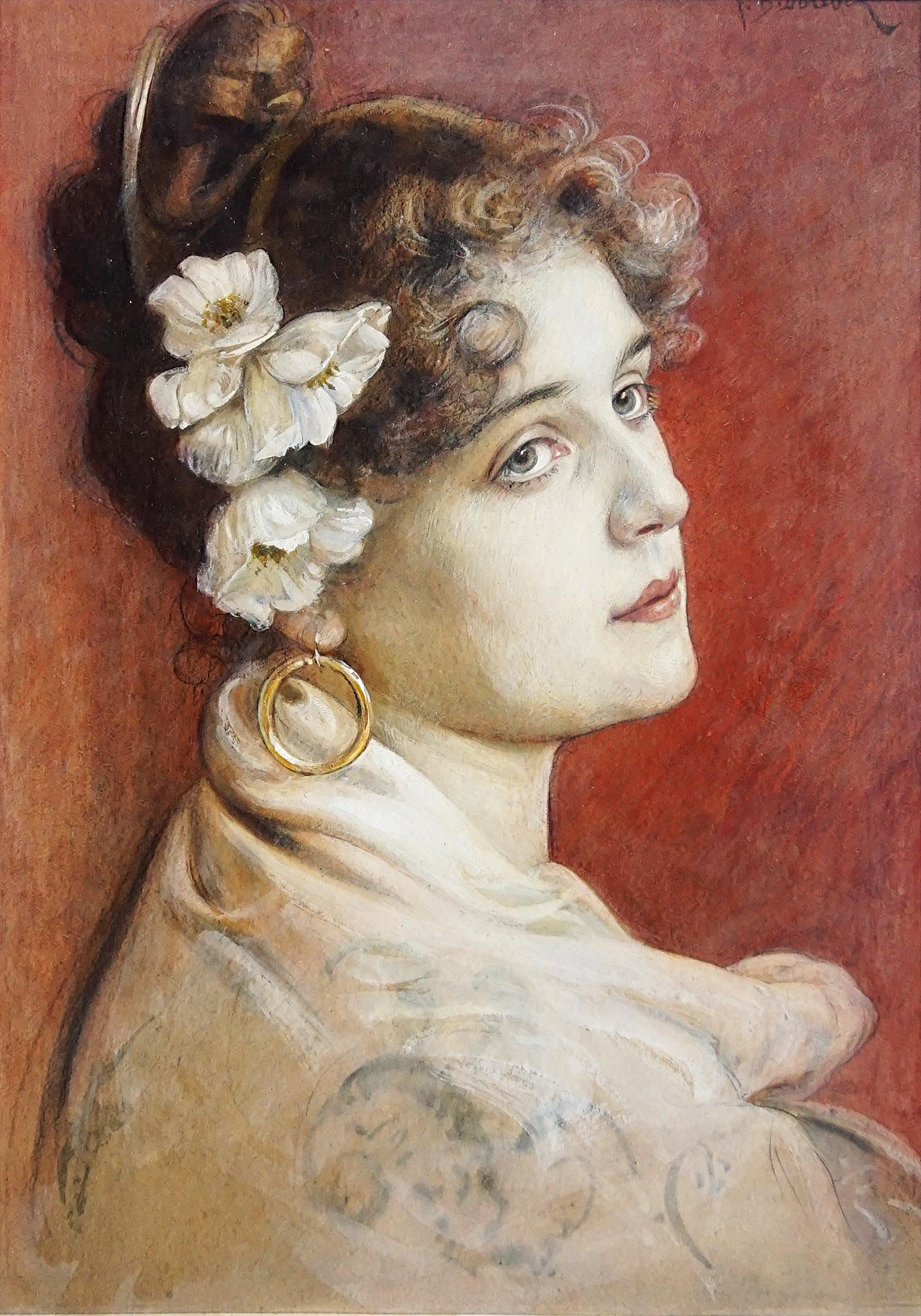
Portrét
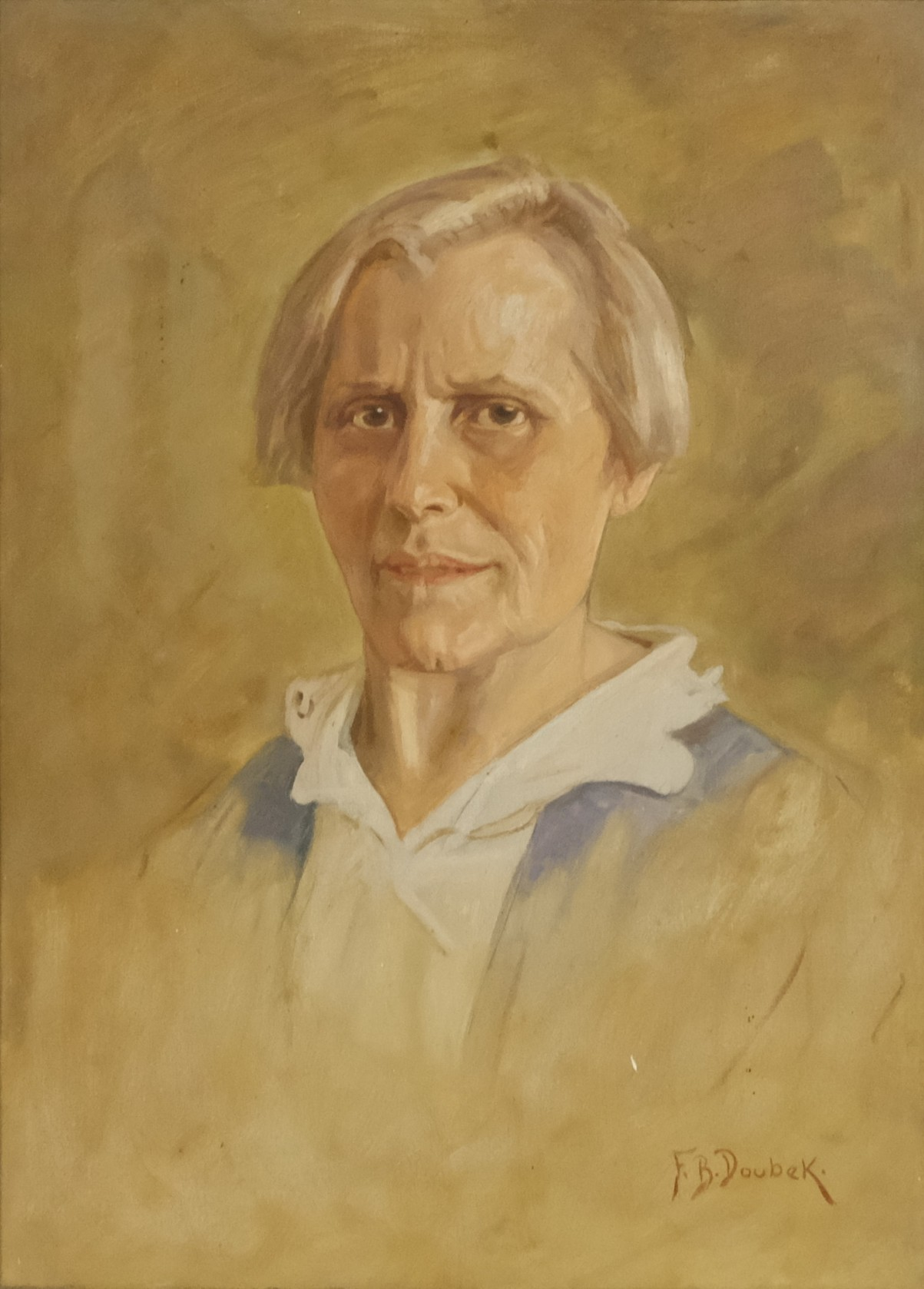
Žena v halence

Ukázky z tvorby III (biblické motivy)
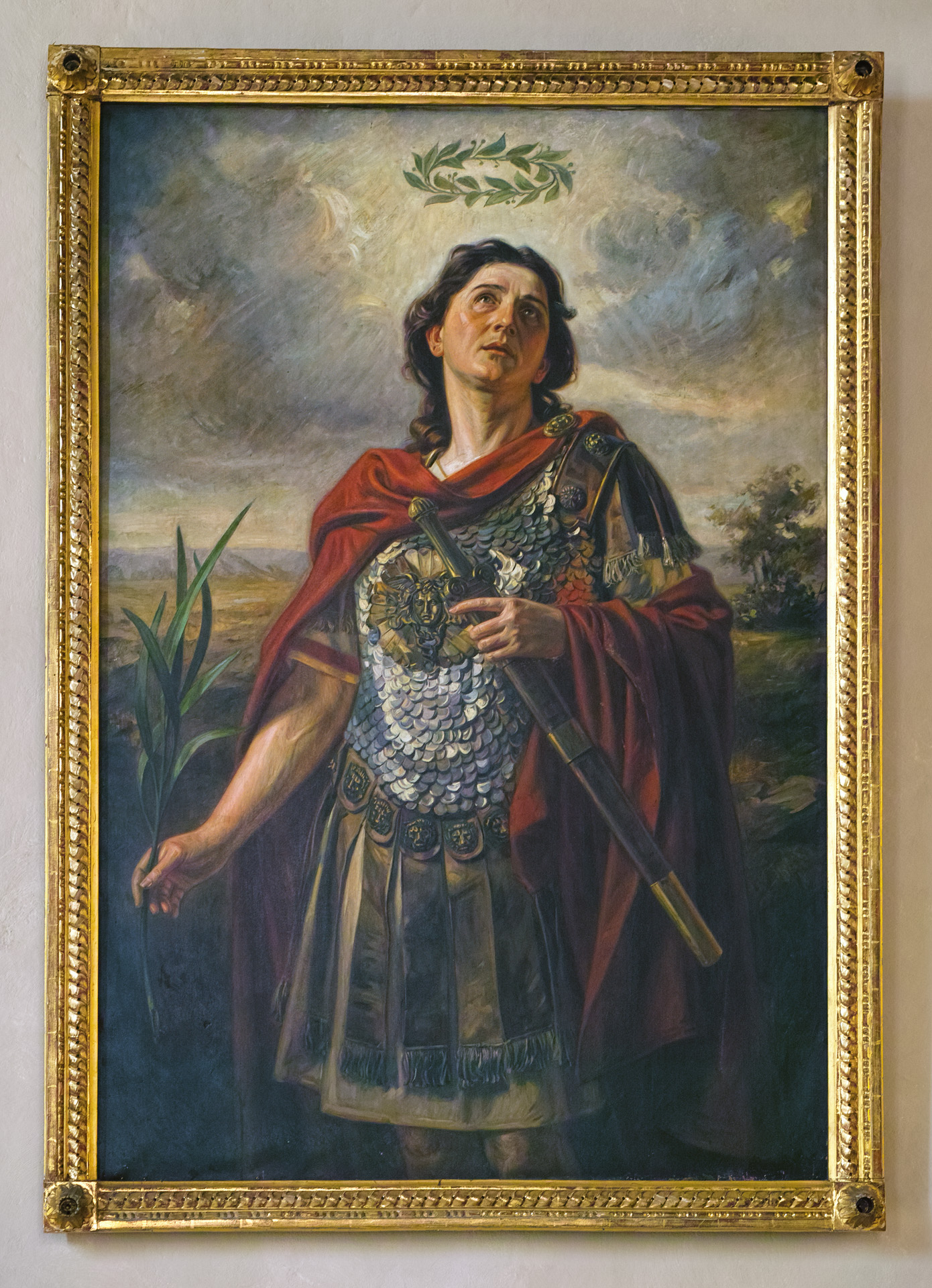
Svatý Auracián (katedrála svatého Mikuláše, České Budějovice)
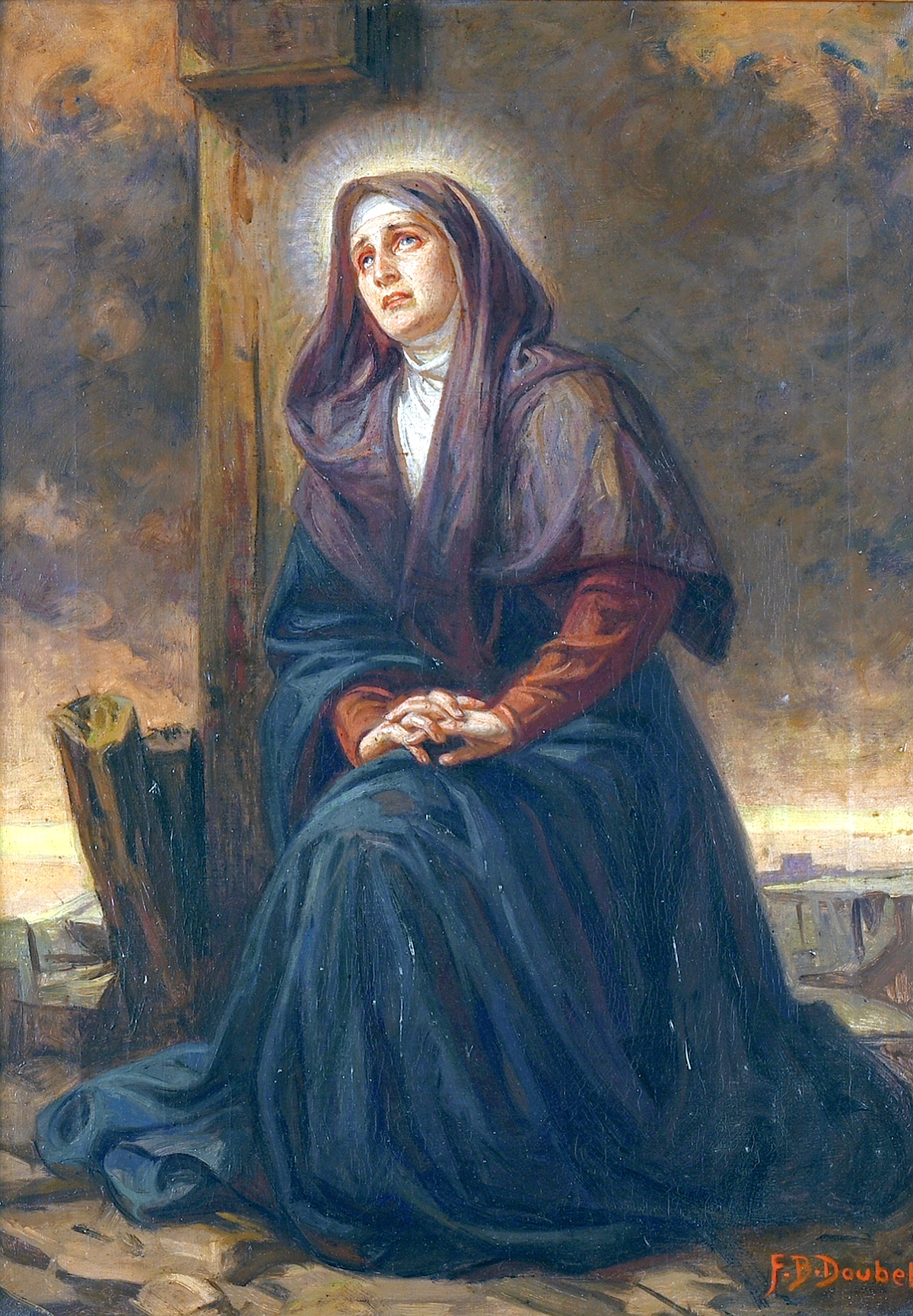
Světice
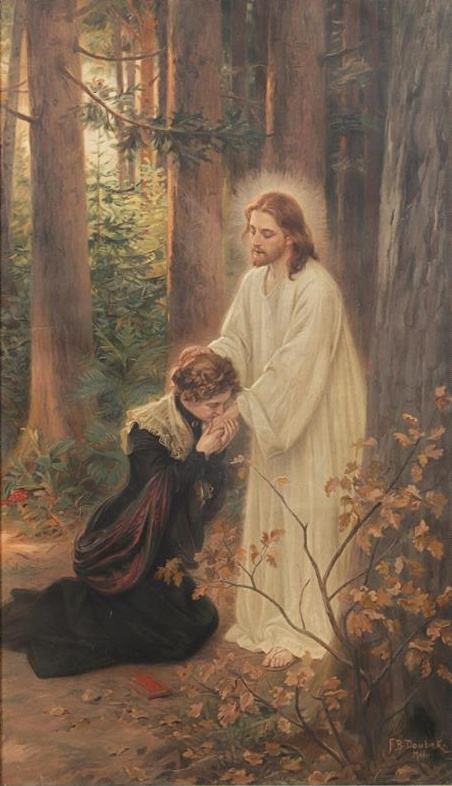
Kristus
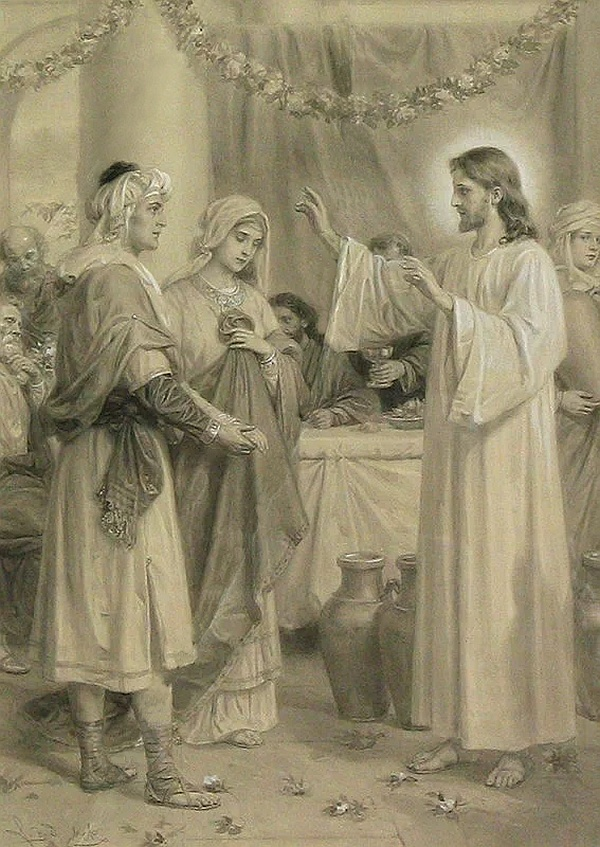
Biblická scéna